# Erysimum pusillum
Erysimum pusillum är en korsblommig växtart som beskrevs av Jean-Baptiste Bory de Saint-Vincent och Louis Athanase Anastase Chaubard. Erysimum pusillum ingår i släktet kårlar, och familjen korsblommiga växter.

## Underarter
Arten delas in i följande underarter:
- E. p. atticum
- E. p. cephalonicum
- E. p. hayekii
- E. p. microstylum
- E. p. pusillum
- E. p. rechingeri